# Mirkowice (Grande-Pologne)
Pour les articles homonymes, voir Mirkowice.
Mirkowice (prononciation : [mirkɔˈvit͡sɛ]) est un village polonais de la gmina de Mieścisko dans le powiat de Wągrowiec de la voïvodie de Grande-Pologne dans le centre-ouest de la Pologne.
Il se situe à environ 8 kilomètres au nord-est de Mieścisko (siège de la gmina), 14 kilomètres à l'est de Wągrowiec (siège du powiat), et à 56 kilomètres au nord-est de Poznań (capitale de la Grande-Pologne).

## Histoire
De 1975 à 1998, le village faisait partie du territoire de la voïvodie de Poznań.

Depuis 1999, Mirkowice est situé dans la voïvodie de Grande-Pologne.